# روسی رزیدنسیال
روسی رزیدنسیال (به پرتغالی: Rossi Residencial) شرکت مشاوره املاک و ساخت‌وساز برزیلی است، که در زمینه ساخت املاک تجاری، مسکونی و اداری فعالیت می‌کند، ولی تمرکز اصلی آن بر ساخت املاک و مستغلات می‌باشد.
ریشه‌های تأسیس شرکت روسی رزیدنسیال به سال ۱۹۱۳ و تأسیس شرکت روسی گروپ بازمی‌گردد ولی شرکت فعلی، که بر عملیات خانه‌سازی متمرکز است، در سال ۱۹۹۲ و توسط خانواده روسی راه‌اندازی شد.
شرکت روسی رزیدنسیال هم‌اکنون ششمین شرکت بزرگ در حوزه ساخت‌وساز برزیل بوده و با تمرکز بر شهرهای بلو هوریزونته، پورتو الگره، ریو د ژانیرو و سائوپائولو، دارای پروژه‌های ساختمانی در ۵۶ شهر برزیل می‌باشد. دفتر مرکزی این شرکت در شهر سائوپائولو قرار دارد و سهام آن در بازار بورس سائوپائولو معامله می‌شود.